# Kaiserslautern

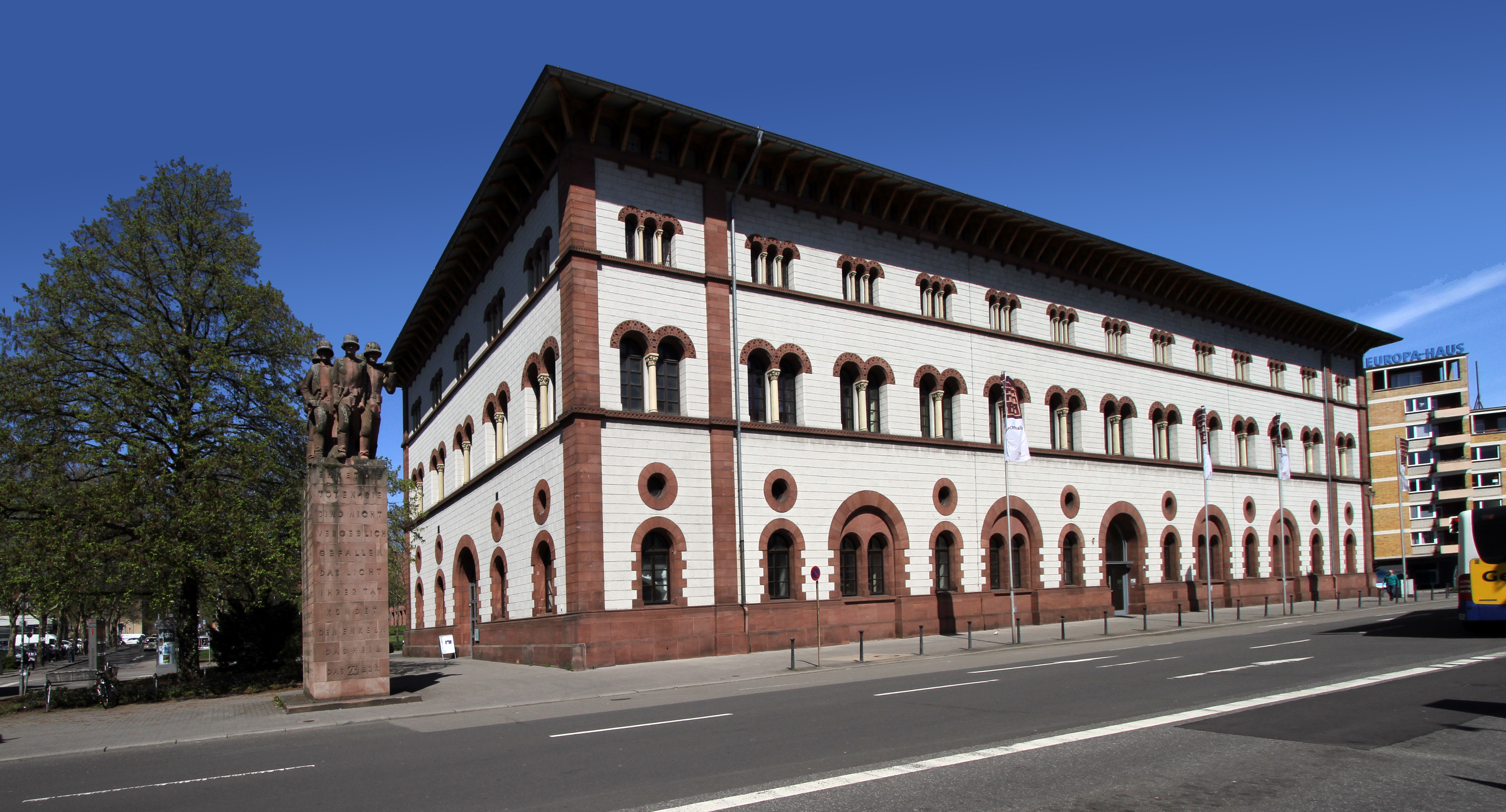

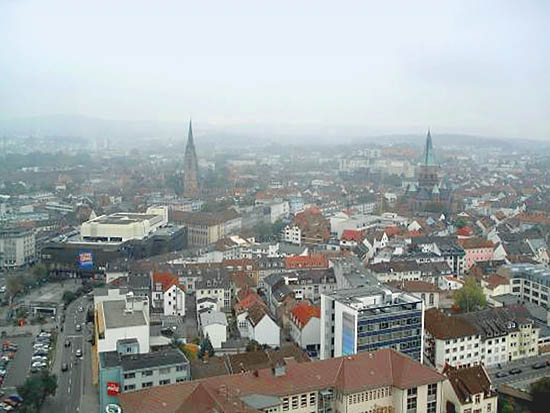
Kaiserslautern

Kaiserslautern là một trong 5 thành phố của Đức được gọi là thành phố Barbarossa do trong lịch sử hoàng đế Friedrich I, còn được gọi là Barbarossa, của Đế quốc La Mã Thần thánh đã từng sống tại đây. Ngày nay Kaiserslautern là một thành phố công nghiệp và đại học nằm ở bìa bắc của Rừng Pflaz trong vùng phía nam của bang Rheinland-Pflaz. Kaiserslautern được biết đến trước nhất là nhờ câu lạc bộ bóng đá 1. FC Kaiserslautern.
Kaiserslautern có tròn 99.000 dân cư và là một trong những trung tâm của bang Rheinland-Plalz bên cạnh Trier, Mainz, Ludwigshafen và Koblenz. Ngoài ra, sống trong thành phố và vùng phụ cận là gần 48.000 người Mỹ (quân nhân, cựu quân nhân, nhân viên dân sự Mỹ và gia quyến) phục vụ trong quân đội tại Kaiserslautern và căn cứ không quân Ramstein gần đó.